# Gerhard Gawliczek
Gerhard Gawliczek (* 2. Juli 1927 in Schillersdorf; † 29. Mai 2010 in Lampertheim) war ein deutscher Fußballspieler.
Im Gegensatz zu seinem älteren Bruder Georg Gawliczek hat sich Gerhard Gawliczek keinen großen Namen im deutschen Fußball gemacht. Eine Saison lang spielte er gemeinsam mit Georg beim 1. FC Köln. Neben seinem Bruder gehörten damals mehr oder weniger bekannte Namen wie Frans de Munck, Josef Röhrig und der Weltmeister von 1954, Hans Schäfer, zum Kader der Geißböcke. Ab 1953 spielte er – für ein Jahr wiederum gemeinsam mit seinem Bruder – beim SV Phönix Ludwigshafen.

## Vereine
- 1951–1952 1. FC Köln
- 1953–1956 SV Phönix Ludwigshafen

## Statistik
- Oberliga West
2 Spiele 1. FC Köln

- Oberliga Südwest
64 Spiele; 1 Tor SV Phönix 03 Ludwigshafen